# Alexios II Komnenos
Alexios II Komnenos (Grieks: Αλέξιος Β’ Κομνηνός, Alexios II Komnēnos) (14 september 1169 - oktober 1183) was keizer van Byzantium van 1180 tot aan zijn dood. Hij was de enige zoon (en opvolger) van Manuel I Komnenos en diens echtgenote Maria van Antiochië.
Op zeer jonge leeftijd was Alexios in 1180 getrouwd met Agnes, een dochter van de Franse koning Lodewijk VII.
Hij was 11 jaar toen zijn vader, keizer Manuel I overleed. Omdat hij nog te jong was om zelf te regeren, stond hij onder het regentschap van zijn moeder Maria. Zij gaf enorme privileges aan de maritieme republieken, die de Byzantijnse handel in handen had. Een neef van Manuel, Andronikos Komnenos greep de macht, liet de keizerin wurgen, verdreef de Latijnen uit de stad (de slachting van de Latijnen in 1182) en liet hij zich kronen tot medekeizer van de jonge keizer Alexios. Ook Alexios II werd niet lang daarna gewurgd door Stephanos Hagiochristophorites en zijn lijk in zee geworpen. 
De zwakte van het uitgeputte rijk werd steeds duidelijker en de haat tussen Latijnen en Grieken steeds groter.